# レジー・ベネット
レジー・ベネット（Reggie Bennett、1961年1月24日 - ）は、アメリカ合衆国の元女子プロレスラー。カリフォルニア州サンディエゴ出身。

## 来歴
高校卒業後、ボディビルダーとして様々なタイトルを獲得。映画「グラント」に出演した際、プロレスラーのマンド・ゲレロとの出会いをきっかけにプロレスに転向。1986年にハワイでデビュー。その後、アメリカの女子プロレス団体LPWAと契約。「ビッグ・モー」のリングネームでシェリル・ルーサー（リトル・モー）とのタッグ「ロコモーション」として活躍。
日本で知名度が上がったきっかけは1991年に放映されたピップフジモト（現：ピップ）の栄養ドリンク「ダダン」(現：ダダンII)のCMだった。「ダ・ダーン！　ボヨヨン、ボヨヨン。ダ・ダーン！」の台詞とともに胸を揺らし、ポール牧が担当する振付で強烈な印象を残した。この「ダダーン ボヨヨン ボヨヨン」は流行語にもなり、1991年の新語・流行語大賞の大衆部門・銀賞を受賞した。
これを機に日本の各団体がオファーを送り、1991年にFMWへ初来日を果たした。FMWでは工藤めぐみとのシングルマッチや、コンバット豊田とのブルロープデスマッチなどで話題となる。
その後、ジャパン女子プロレスに参戦するが、すぐにジャパン女子が解散してしまったため、1993年にJWP女子プロレス、1994年に全日本女子プロレスのリングへあがることになる。
全女ではIWA世界女子王座、オールパシフィック王座に君臨。格闘技戦にも挑戦するが、経営難の影響により離脱。
1997年、ロッシー小川のアルシオン旗揚げに参加。しかし、経営方針に疑問を持ち小川と対立して離脱。その後、再び全女やJWP女子プロレスなどに参戦。
2000年、日本人ミュージシャンと結婚（後に離婚）して2001年3月4日の豊田真奈美戦を最後に引退。
その後アメリカに帰国し、ミシシッピ州ブランドンでホームセンターのスーパーバイザーとして勤務。2015年に結婚した。

## 獲得タイトル
- オールパシフィック王座
- IWA世界女子王座

## 得意技
- グローバル・ボム
- レジー・ラック